# Familie Kluge Stiftung
Die Familie Kluge Stiftung in Köln wurde von den Eheleuten Eva und Karl-Josef Kluge am 16. Mai 1997 gegründet. Träger der Stiftung ist die Universität zu Köln als selbständige Körperschaft des öffentlichen Rechts.

## Zwecke der Stiftung
Laut Satzung gilt als gemeinnütziger Stiftungszweck die Auszeichnung von Personen, die sich dafür einsetzen, das Menschenbild der Humanistischen Psychologie in Organisationen zu leben und mitzuprägen.

## HumanAward
Der HumanAward wird seit 2006 alle zwei Jahre vergeben und ist eine Auszeichnung für Innovatoren aus Erziehung, Wirtschaft und Wissenschaft.

## Preisträger des HumanAwards

### 2006
- Francois Dugimont (in der Kategorie: Das humane Unternehmen)
- Hildburg Handke-Tiedemann (in der Kategorie: Human-Ethik in der Hauptschule)
- Birgit Lechtermann (in der Kategorie: Wissen und humanes Lernen)
- Aaron Löwenbein (in der Kategorie: Humane Schule und Wirtschaft)
- Christoph Schürmann (in der Kategorie: Humane Familien-Reform)[1]

### 2008
- Ursula von der Leyen (in der Kategorie: Humane Familie und Erziehung)
- Anne Kristin Laubach (in der Kategorie: Humane Gesellschaft)
- Hedwig Michalski (in der Kategorie: Wissen und humanes Lernen)
- Herbert Matysiak (in der Kategorie: Humane Familien-Reform)
- Marian Kessels (in der Kategorie: Human-Ethik)
- Sabine Schönberger (in der Kategorie: Das humane Unternehmen)
- Ralf Kosub (in der Kategorie: Humane Aktionen und Wirtschaft)

### 2010
- Ann Elisabeth Auhagen
- Kirsten Mallossek
- Franz Meurer
- Katja Reuter und Maria Schiefer

### 2012
- Reinhard Kahl (in der Kategorie: Wissen und humanes Lernen)
- Wilfried Bommert (in der Kategorie: Humane Gesellschaft)
- Ursula und Ranga Yogeshwar (in der Kategorie: Begabungsfördernde Familienpädagogik)
- Joanna und Wolfgang Hafenmayer (in der Kategorie: Humane Aktionen)

### 2014
- Michael Felten (in der Kategorie: Wissen und Humanes Lernen)
- Barbara Schönherr (in der Kategorie: Ethik und Sozialarbeit)
- Albrecht Reimold
- Familie Hartmut und Ulla Krüger sowie die 6 Krüger-Kinder (1. Familien-Diplom 2014)
- Ilona Bindhammer (Ehren-Urkunde)